# 博比塔勒
博比塔勒（法語：Bobital，法語發音：[bɔbital]）是法国阿摩尔滨海省的一个市镇，位于该省东部，属于迪南区。

## 地理
博比塔勒（48°24'48"N, 2°6'11"W）面积4.99 平方千米，位于法国布列塔尼大區阿摩尔滨海省，该省份为法国西北部沿海省份，位于布列塔尼半岛北部，北濒大西洋英吉利海峡，西接菲尼斯泰尔省，南至莫尔比昂省，东临伊勒-维莱讷省。
与博比塔勒接壤的市镇（或旧市镇、城区）包括：布吕斯维利、勒安格莱、圣卡尔内、特雷利旺、特雷夫龙。

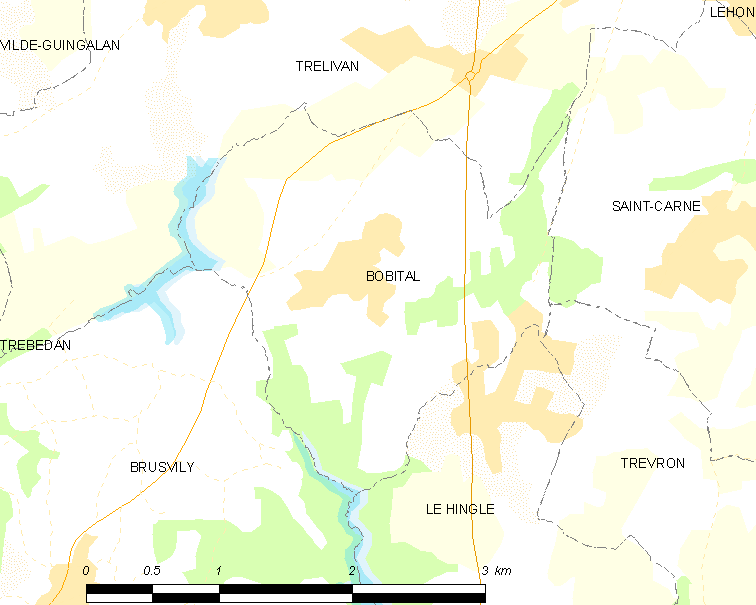
博比塔勒的OSM定位图

博比塔勒的时区为UTC+01:00、UTC+02:00（夏令时）。

## 行政
博比塔勒的邮政编码为22100，INSEE市镇编码为22008。

## 政治
博比塔勒所属的省级选区为朗瓦莱县。

## 人口

1962-2008年间博比塔勒人口变化图示

博比塔勒于2022年1月1日时的人口数量为1143人。